# 유정성
유정성(有情性)은 문법적·의미론적 자질 중의 하나로, 명사가 지칭하는 대상이 생명·의식 등을 가지고 있는지의 여부를 말한다.

## 예

### 한국어
한국어의 유정 명사(동물, 사람)는 여격 조사와 결합할 때 “-에게”와, 무정 명사(식물, 무생물)는 “-에”와 결합하기 쉽다. 다만 의인화가 가능하거나 유정성의 환유·은유가 가능할 때는 ‘-에게’와 결합하기도 한다.
1. 시민들은 정부 당국자에게 항의했다. (유정 명사[사람])
2. 시민들은 정부에 항의했다. (무정 명사)

명사의 유정성에 따라 결합하는 동사가 서로 달라질 때가 있다.
1. 아이를 데리고 나갔다. (유정 명사[사람])
2. 강아지를 데리고 나갔다. (유정 명사[동물])
3. 상자를 가지고 나갔다. (무정 명사)

### 나바호어
나바호어 명사들 사이에는 유정성에 따라 연속적인 위계가 존재한다.:65-66
성인 인간 · 번개 > 인간 아이 · 큰 동물 > 중간 크기 동물 > 작은 동물 > 자연적인 힘 > 추상 개념
이 위계에 따라 문장에서 제일 먼저 나오는 명사가 정해진다. 예를 들어 많은 나바호어 화자들에게 (1)은 문법에 어긋나게 들리고 (2)가 자연스럽게 들린다.
| (1) | *Tsídii                | at’ééd | yishtąsh     |
|     | 새                     | 소녀   | yi-쪼다-과거 |
|     | *‘새가 소녀를 쪼았다.’ |        |              |

| (2) | At’ééd                  | tsídii | bishtąsh     |
|     | 소녀                    | 새     | bi-쪼다-과거 |
|     | ‘소녀가 새에게 쪼였다.’ |        |              |

### 일본어
‘있다’에 해당하는 일본어 동사는 유정 명사 / 무정 명사에 따라 いる / ある로 구분된다.

## 같이 보기
- 성 (문법)